# Clorochina
La clorochina è un farmaco utilizzato per la prevenzione e nel trattamento della malaria. Presenta attività come inibitore dell'eme-polimerasi. Recentemente è stato dimostrato che la clorochina è in grado d'interagire con l'enzima lattato deidrogenasi del plasmodio. La capacità della Clorochina di legare sia l'eme che la lattato-deidrogenasi fa in modo che il farmaco sia tossico principalmente per il parassita. È stata per lungo tempo il medicamento principale nella profilassi chemioterapica della malaria; attualmente il suo impiego è limitato, essendo stato riscontrato negli ultimi anni un crescente numero di ceppi resistenti, specie nel Plasmodium falciparum, mentre ritiene ancora la sua attività contro il Plasmodium vivax, Plasmodium ovale, Plasmodium malariae e per i ceppi Plasmodium falciparum sensibili al principio attivo.
Questo medicinale viene anche usato talvolta nel trattamento del lupus eritematoso e nell'artrite reumatoide nonché per episodi di artrite nei bambini. La comparsa di ceppi resistenti a questo medicinale tra i parassiti della malaria ha fatto spostare l'attenzione dei ricercatori a nuovi usi di questa sostanza, anche perché economica e facilmente disponibile. Alcuni ricercatori hanno individuato una sua possibile azione inibitoria nei confronti del virus dell'HIV e recentemente della COVID-19.
Gli effetti collaterali della somministrazione di clorochina comprendono prurito, disturbi gastroenterici, cefalea e disturbi della vista. Presenta anche tossicità a livello del sistema nervoso centrale e può quindi provocare convulsioni, allucinazioni, psicosi e incubi.
Le controindicazioni alla somministrazione comprendono psoriasi, disturbi visivi, malattie epatiche, patologie neurologiche e patologie psichiatriche. Inoltre la clorochina aumenta il pH degli endosomi rendendoli meno acidi, quindi ostacolando la presentazione degli antigeni intravescicolari (es. micobatteri) e rendendo pertanto tali pazienti più suscettibili alle malattie causate da questi.

## Usi medici

### Malaria
La clorochina è usata da tempo per il trattamento e la prevenzione della malaria dal Plasmodium vivax, Plasmodium ovale, e dal Plasmodium malariae, ma non dal parassita della malaria Plasmodium falciparum, poiché quest'ultimo ha sviluppato resistenza alla clorochina.

### Amebiasi
Nel trattamento dell'ascesso epatico amebico, la clorochina può essere utilizzata al posto di o in aggiunta ad altri farmaci in caso di fallimento dell'uso di metronidazolo o altro nitroimidazolo entro 5 giorni o intolleranza al metronidazolo o un nitroimidazolo.

### Reumatismo
Poiché sopprime lievemente il sistema immunitario, viene utilizzata in alcuni disturbi autoimmuni, come l'artrite reumatoide e il lupus eritematoso.

## Effetti collaterali
Gli effetti collaterali della clorochina comprendono reazioni neuromuscolari, gastrointestinali, cerebrali, cutanee, oculari, uditive, cardiovascolari (rare) ed ematiche.
- Convulsioni.[2]
- Sordità o acufene.[2]
- Nausea, vomito, diarrea, crampi addominali e anoressia.[2]
- Cefalea lieve e transitoria.[2]
- Prurito, cambiamenti di colore della pelle, perdita dei capelli, ed eruzioni cutanee.[2]
  - Il prurito indotto dalla clorochina è molto comune tra gli africani di colore (70%). Aumenta con l'aumentare dell'età ed è così grave da indurre l'interruzione della terapia farmacologica. Durante la febbre malarica, si fa più intenso a causa della presenza del parassita nel sangue. Alcuni studi indicano che il prurito ha una derivazione genetica ed è correlato all'azione della clorochina sui recettori degli oppiacei a livello centrale o periferico.[3]
- Retinopatia da clorochina
  - Può essere irreversibile.[2] Si verifica dopo l'uso prolungato (molti anni) o con dosi elevate. I pazienti in terapia da lungo tempo devono essere sottoposti a screening ogni anno dopo cinque anni di utilizzo.[4] I pazienti sono sottoposti a controlli per rilevare i cambiamenti della vista quali l'offuscamento, la difficoltà di messa a fuoco o il restringimento del campo visivo.[2]
- Ipotensione e alterazioni elettrocardiografiche.[2][5]
  - Si manifesta tramite disturbi della conduzione (blocco del fascio, blocco atrioventricolare) o cardiomiopatia - spesso con ipertrofia e insufficienza cardiaca congestizia. Gli effetti collaterali a livello cardiaco possono essere irreversibili. Sono stati segnalati solo due casi che hanno richiesto un trapianto di cuore, suggerendo che il rischio è molto basso. La microscopia elettronica delle biopsie cardiache mostra corpi inclusivi citoplasmatici patognomonici.
- Pancitopenia, anemia aplastica, agranulocitosi reversibile, piastrine basse, neutropenia.[6]
- Gusto metallico sgradevole.
  - Ciò potrebbe essere evitato con l'uso di formulazioni in grado di mascherare il gusto, o formulazioni a rilascio controllato.[7]

### Gravidanza
Non è stato dimostrato che la clorochina abbia effetti dannosi sul feto se utilizzata per la profilassi della malaria. Attraverso il latte materno vengono escrete piccole quantità di clorochina. Tuttavia, poiché questo farmaco può essere prescritto ai bambini, gli effetti non sono dannosi. Studi condotti su topi mostrano che la clorochina marcata con marker radioattivi passa rapidamente attraverso la placenta e si accumula negli occhi fetali, dove rimane anche cinque mesi dopo che il farmaco viene eliminato dal resto del corpo.
Alle donne in gravidanza viene comunque sconsigliato di recarsi in regioni a rischio di malaria.

### Anziani
Non ci sono prove sufficienti per determinare se la clorochina è sicura da somministrare a persone di età pari o superiore a 65 anni. Il farmaco viene eliminato dai reni e la tossicità deve essere monitorata attentamente nelle persone con insufficienza renale.

### Sovradosaggio
La clorochina è molto pericolosa in caso di sovradosaggio. Viene assorbita rapidamente dall'intestino. Nel 1961, venne pubblicata una raccolta di casi clinici che conteneva il resoconto di tre bambini che morirono entro 2,5 ore dall'assunzione di una dose eccessiva del farmaco. La quantità necessaria per arrivare all'overdose non è nota, ma si sa che l'indice terapeutico della clorochina è basso. Uno dei bambini risultava deceduto in seguito all'assunzione di una dose tra i 0,75 e 1 grammo, il doppio rispetto a una singola dose terapeutica per i bambini. I sintomi di sovradosaggio comprendono mal di testa, sonnolenza, disturbi visivi, nausea e vomito, collasso cardiovascolare, convulsioni e arresto respiratorio e cardiaco improvviso.
Un analogo della clorochina - l'idrossiclorochina - ha una emivita sanguigna lunga (32-56 giorni) e un ampio volume di distribuzione (580–815 L / kg). Gli intervalli terapeutici, tossici e letali sono dai 0,03 ai 15 mg/L, da 3,0 a 26 mg/L e da 20 a 104 mg/L, rispettivamente. Tuttavia, sono stati segnalati casi di non tossicità fino a 39 mg / L, suggerendo che la tolleranza individuale a questo farmaco può essere più variabile di quanto conosciuto.

## Interazioni farmacologiche
- Ampicillina: la clorochina ne può ridurre i livelli plasmatici
- Antiacidi: può ridurre l'assorbimento della clorochina
- Cimetidina: può inibire il metabolismo della clorochina
- Ciclosporina: la clorochina ne può aumentare i livelli
- Caolino: può ridurre l'assorbimento della clorochina
- Meflochina: può aumentare il rischio di convulsioni

## Farmacologia
- Assorbimento: rapido e quasi completo
- Distribuzione: ampiamente distribuita nei tessuti
- Legame con le proteine: 55%
- Metabolismo: parziale, epatico, metabolita principale desetilclorochina
- Escrezione: urine (≥50% immodificato); l'acidificazione delle urine ne aumenta l'eliminazione

La clorochina ha un volume di distribuzione molto elevato; si diffonde nel tessuto adiposo. La clorochina e i chinini correlati sono associati a casi di tossicità retinica, in particolare se somministrati a dosi elevate e per lunghi periodi. L'accumulo del farmaco può provocare offuscamento della vista e cecità.
La clorochina è anche un agente lisosomotropico, si accumula preferenzialmente nei lisosomi. Il pKa per l'azoto chinolinico della clorochina è 8,5, quindi è deprotonato per circa il 10% a pH fisiologico (calcolato tramite l'equazione di Henderson-Hasselbalch). La deprotonazione arriva allo 0,2% a pH lisosomiale di 4,6. Poiché la forma deprotonata è più permeabile alla membrana rispetto alla forma protonata, il composto viene intrappolato nei lisosomi.
Si ritiene che il carattere lisosomotropico della clorochina abbia un ruolo nella sua attività antimalarica; il farmaco si concentra nel vacuolo alimentare acido del parassita e interferisce con i processi vitali.

## Meccanismo d'azione

### Malaria
Si ritiene che il carattere lisosomotropico della clorochina sia fonte della sua attività antimalarica; il farmaco si concentra nel vacuolo alimentare acido del parassita e interferisce con i processi vitali. Le sue proprietà lisosomotropiche ne consentono l'uso in esperimenti in vitro relativi a malattie intracellulari legate ai lipidi, autofagia e apoptosi.
All'interno dei globuli rossi, il parassita malarico, che si trova nella sua fase asessuale del ciclo di vitale, degrada l'emoglobina per acquisire gli aminoacidi essenziali, fondamentali per la produzione di nuove proteine e per il metabolismo energetico. La digestione viene effettuata in un vacuolo della cellula parassitaria. L'emoglobina è composta da un'unità proteica (digerita dal parassita) e da un gruppo eme (non utilizzato dal parassita). L'eme consiste in un anello porfirinico ed è tossica per il parassita. Per evitare la tossicità di questa molecola, il parassita biocristallizza l'eme per formare emozoina, una molecola non tossica. L'emozoina si raccoglie nel vacuolo digestivo come cristalli insolubili.
La clorochina entra nei globuli rossi per diffusione semplice, inibendo la cellula parassitaria e il vacuolo digestivo. La clorochina viene quindi protonata (fino a CQ2+), poiché il vacuolo digestivo è acido (pH 4.7); la clorochina non può più uscire per diffusione. La clorochina ricopre le molecole di emozoina per prevenire l'ulteriore biocristallizzazione dell'eme, portando all'accumulo di eme. La clorochina si lega all'eme per formare un complesso altamente tossico per le cellule, interrompendo le funzioni della membrana. L'azione dell'eme-clorochina provoca la lisi cellulare e l'autodigestione delle cellule parassitarie. I parassiti che non formano emozoina sono resistenti alla clorochina.

#### Resistenza della malaria alla clorochina
Le prime documentazioni sulla resistenza alla clorochina da parte del P. falciparum risalgono agli anni '50. I ceppi resistenti comparvero in Africa orientale e occidentale, nel sud-est asiatico e in Sud America. L'efficacia della clorochina contro P. falciparum è diminuita proprio a causa della comparsa di ceppi resistenti del parassita. Questi neutralizzano il farmaco attraverso un meccanismo che elimina la clorochina dal vacuolo digestivo. Le cellule resistenti alla clorochina estrudono la clorochina 40 volte più velocemente delle cellule sensibili alla clorochina; le mutazioni comprendono le proteine transmembrana del vacuolo digestivo.

### Antivirali
La clorochina ha effetti antivirali. Aumenta il pH endosomico e lisosomiale, causando un alterato rilascio del virus dall'endosoma o dal lisosoma (il rilascio del virus richiede un pH basso). Quindi il virus non è in grado di rilasciare il suo materiale genetico nella cellula e replicarsi.
La clorochina sembra anche fungere da ionoforo dello zinco; consente allo zinco extracellulare di entrare nella cellula e inibire l'RNA polimerasi virale.

### Artrite
La clorochina inibisce l'assorbimento della tiamina. Agisce specificamente sul trasportatore SLC19A3.
Nell'artrite reumatoide, agisce inibendo la proliferazione dei linfociti, la fosfolipasi A2, la presentazione dell'antigene nelle cellule dendritiche, il rilascio di enzimi dai lisosomi, il rilascio di specie reattive dell'ossigeno dai macrofagi e la produzione di IL-1.

## Ricerca

### SARS-CoV-2
Alla fine di gennaio 2020, durante la pandemia di coronavirus del 2019-2020, i ricercatori cinesi hanno dichiarato l'avvio di una ricerca esplorativa sulla clorochina e altri due farmaci, remdesivir e lopinavir/ritonavir. I farmaci hanno effetti inibitori abbastanza buoni sul virus SARS-CoV-2, che causa la COVID-19. Sono state presentate richieste per l'avvio di test clinici. L'uso tuttavia, è consigliato solo nell'ambito di una sperimentazione approvata.
La clorochina è approvata dalle autorità sanitarie cinesi, sudcoreane e italiane nel trattamento sperimentale della COVID-19. Sono state notate controindicazioni per le persone con malattie cardiache o diabete.
Il 24 marzo 2020, NBC News ha riportato un decesso e un ricovero in ospedale di una coppia di coniugi, a causa del consumo di un pesticida per acquari contenente clorochina, con l'intenzione di eseguire una profilassi contro la COVID-19.  Gli esperti sanitari hanno messo in guardia contro l'uso improprio di tali prodotti; la clorochina ha un indice terapeutico relativamente stretto ciò comporta che un dosaggio impreciso unito a ingredienti sconosciuti possono, come in questo caso, risultare fatali.
A maggio 2020 sono stati pubblicati, sulla prestigiosa rivista scientifica The Lancet, i risultati di uno studio retrospettivo condotto su 96000 mila pazienti ricoverati per malattia da COVID-19. I dati avrebbero indicato che sia nei pazienti trattati con sola clorochina che in quelli trattati con la clorochina in combinazione con un antibiotico (azitromicina o claritromicina) non si era registrata una diminuzione dei sintomi respiratori ma un aumento del 37% del tasso di mortalità e del 250%-300% di problemi cardiocircolatori. I ricercatori esprimevano quindi preoccupazione per l'ampio uso del farmaco, anche al di fuori del contesto ospedaliero. Tuttavia dopo pochi giorni l'articolo è stato ritirato perché, a causa di accordi commerciali, ai revisori non è stato possibile accedere a parte dei dati utilizzati.

### Altri virus
La clorochina era stato proposta come trattamento per la SARS, grazie a test in vitro che avevano mostrato l'inibizione del virus. Nell'ottobre 2004, un gruppo di ricercatori del Rega Institute for Medical Research ha pubblicato un rapporto sulla clorochina, affermando che la clorochina agisce come inibitore della replicazione della coronavirus della sindrome respiratoria acuta grave (SARS-CoV) in vitro.
Nel 2003 la clorochina era anche stata presa in considerazione, nei modelli pre-clinici come potenziale agente contro la febbre chikungunya.

### Altro
Le proprietà radiosensibilizzanti e chemosensibilizzanti della clorochina stanno iniziando a essere sfruttate nelle strategie antitumorali nell'uomo.

## Storia
Nel diciassettesimo secolo gli indigeni del Perù usavano la corteccia della pianta degli alberi di Cinchona  per produrre degli estratti (Chinchona officinalis) contro brividi e febbre. Nel 1633 questa pianta fu introdotta in Europa e utilizzata per gli stessi scopi; iniziò poi ad essere usata contro la malaria. L'antimalarico chinino fu isolato dall'estratto nel 1820 e la clorochina ne è un analogo.
La clorochina fu scoperta nel 1934 da Hans Andersag e collaboratori nei laboratori Bayer.  Fu ignorata per un decennio perché considerata troppo tossica. Durante la seconda guerra mondiale, gli studi clinici sponsorizzati dagli Stati Uniti per lo sviluppo di farmaci antimalarici dimostrarono che la clorochina ha un significativo valore terapeutico come antimalarico. È stata introdotta nella pratica clinica nel 1947 per il trattamento profilattico della malaria.